# Bandera de Somalilandia
La bandera de Somalilandia fue adoptada el 14 de octubre de 1996. Está compuesta por tres franjas horizontales de igual tamaño en colores verde, blanco y rojo. Sobre la franja verde se encuentra escrito en árabe la shahada —No hay más Dios que Alá y Mahoma es su Profeta— y sobre la blanca hay una estrella negra.
Cada color tiene un significado: el verde significa prosperidad, el blanco a la paz y el rojo a los héroes caídos por la libertad de su pueblo, mientras que la shahada representa al Islam. La estrella negra representa el deseo de unificar a los cinco pueblos somalíes: Somalilandia, Somalia, la provincia de Ogaden en Etiopía, Yibuti y parte del norte de Kenia.
Previamente, otra bandera fue usada hasta 1996, consistente en un campo blanco con un disco central de color verde alrededor del cual se escribía la shahada

## Protocolo
Debido a la importancia de la Shahada en el Islam, se han establecido normas sobre el uso de la bandera. A los somalíes se les prohíbe ondear la bandera a media asta porque lleva escrita la Shahada (que en árabe dice "No hay otro dios excepto Dios, Mahoma es el Mensajero de Dios"), y se considera una profanación. Además, si se ve a una persona bajando la bandera a media asta, se le puede acusar de profanación de la bandera. Reglas similares, por la misma razón, también se aplican a las banderas de Afganistán, Arabia Saudita e Irak.

## Banderas históricas

Bandera del Reino unido (1885 - 1903)
Bandera de Somalilandia Británica (1903 - 1950)
Bandera de Somalilandia Británica (1950 - 1952)
Bandera de Somalilandia Británica (1952 - 1960)
Bandera del Estado de Somalilandia (26 de junio de 1960 - 1 de julio de 1960) y de la República de Somalia (1 de julio de 1960 - 18 de mayo de 1991)
Bandera de Somalilandia (1991)
Bandera de Somalilandia (18 de mayo de 1991 - 14 de octubre de 1996)
Bandera de Somalilandia (14 de octubre de 1996 - Presente)